# Louis François Auguste de Rohan-Chabot

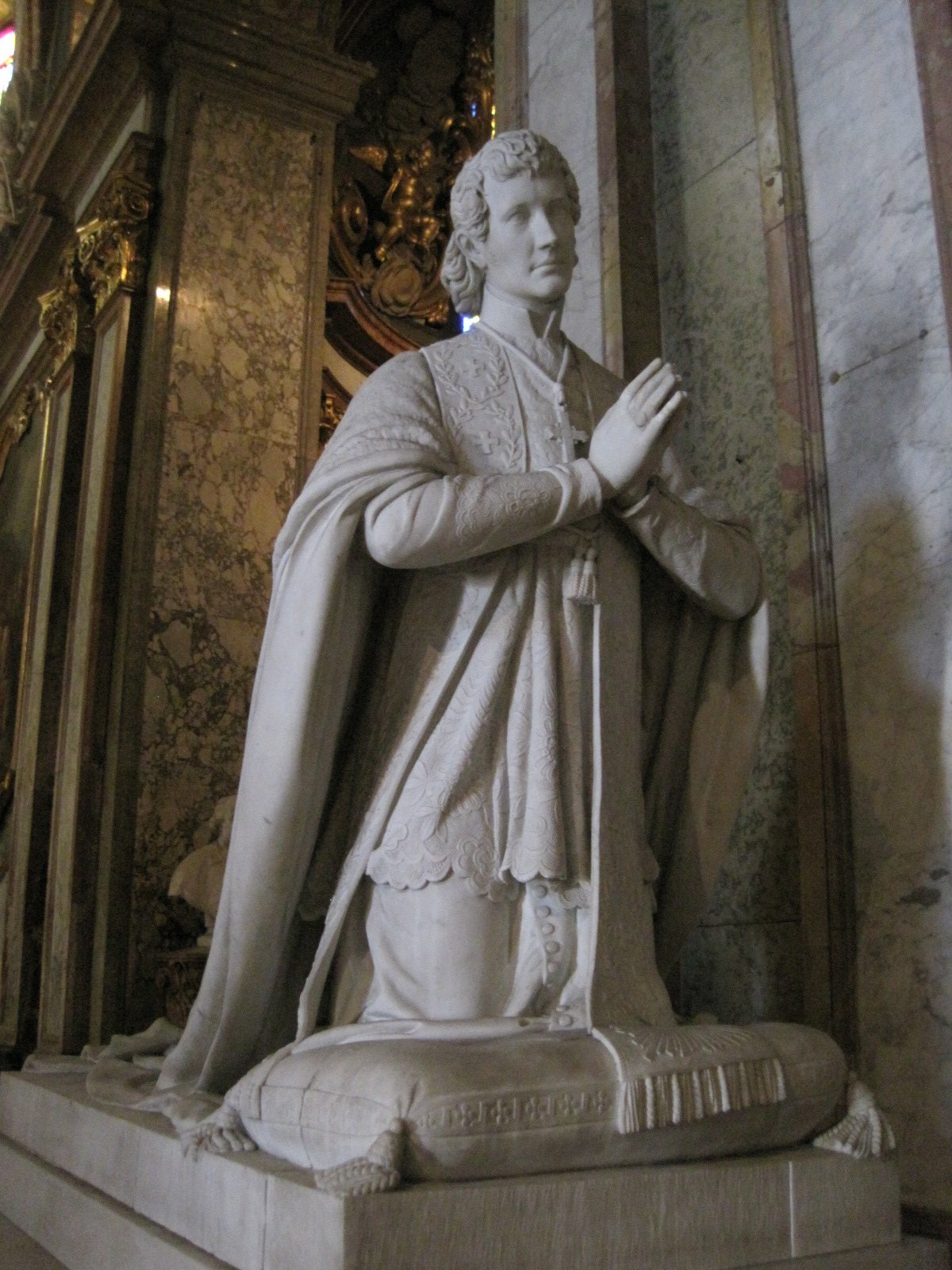
Praalgraf in de kathedraal van Besançon

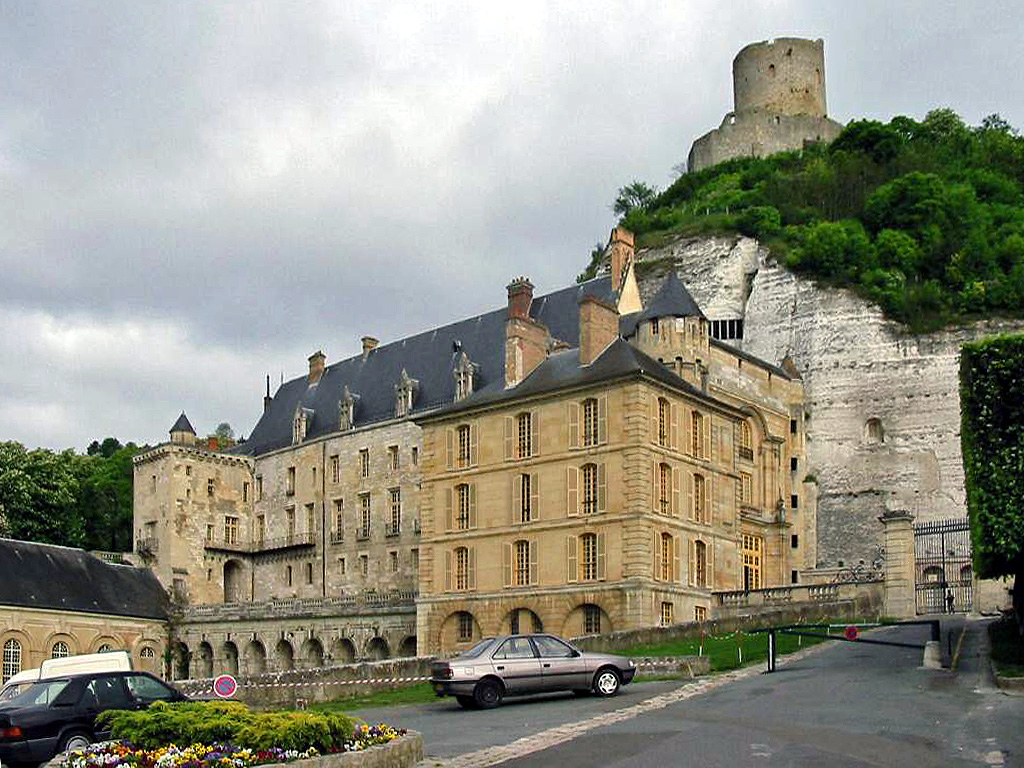
Kasteel van La Roche-Guyon, wat zijn familie kon recupereren na de Franse Revolutie.

Louis-François-Auguste de Rohan-Chabot (Parijs, 29 februari 1788 – Chenecey, 8 februari 1833) was prins van Léon (1807) en hertog van Rohan (1816). Hij was een van de kameniers bij Napoleon, die hem de titel van graaf van Chabot schonk (1810).
Als weduwnaar werd hij rooms-katholiek priester in Parijs, aartsbisschop van Auch (1828-1828) en aartsbisschop van Besançon (1828-1833) en ten slotte kardinaal (1830).

## Levensloop

### Franse Revolutie
Hij stamde af van Bretonse adel, meer bepaald van de familie de Rohan-Chabot. Zijn vader was hertog Alexander de Rohan-Chabot en zijn moeder was Anne-Louise-Elisabeth de Montmorency. Toen Rohan nog een baby was, vluchtten zijn ouders met hem naar het buitenland, onder meer in de Oostenrijkse Nederlanden, Engeland en in Münster omwille van de Franse Revolutie.

### Napoleontische tijd
In 1800 keerde de familie terug naar Parijs. Rohan was toen 12 jaar. Napoleon Bonaparte, eerste consul, schonk de familie amnestie voor hun vlucht uit Frankrijk. Zij kregen ten dele hun eigendommen terug. In 1808 huwde Rohan met Marie-Georgine-Amandine de Sérent. Van 1809 tot 1814 was Rohan een van de vele kameniers van keizer Napoleon Bonaparte. Hij onderhield goede relaties met de verstoten keizerin Joséphine. Van zijn grootvader erfde Rohan de titel van prins van Léon (1807); Napoleon schonk hem de extra titel van graaf van Chabot waardoor hij ook tot de Empireadel behoorde (1810). Van de rustiger tijden maakte het echtpaar Rohan gebruik om te reizen naar Italië en er edellieden te bezoeken en dus gelijkgezinden op te zoeken. Paus Pius VII, gevangen op het kasteel van Fontainebleau, gaf het echtpaar instructies mee wie te bezoeken op hun reis. Rohan bleef lang trouw aan Napoleon, tot deze in ballingschap naar Elba ging in 1814. Het echtpaar Rohan keerde toen halsoverkop van Italië naar Parijs terug.

### Restauratie
Op 10 januari 1815 stierf zijn echtgenote Marie nadat haar kanten kleed in brand vloog door het vuur van een open haard; zij stierf de volgende dag aan de zware brandwonden. Het echtpaar had geen kinderen. Na de dood van zijn vader (1816) werd Rohan 8e hertog van Rohan en vatte het plan op om priester te worden. Vanaf 1819 volgde hij de priesterstudies in Saint-Sulpice in Parijs. In 1822 werd Rohan priester; hij kreeg een functie als vicaris-generaal in het aartsbisdom Parijs en werd ook titulair kanunnik. Hij was kortstondig lid van het Hogerhuis van het Frans parlement tijdens de periode van de Restauratie.
Zes jaar later werd hij bevorderd tot aartsbisschop van Auch (1828). Hij reisde nooit naar Auch, in Gascogne. Op het moment dat hij in de Notre-Dame in Parijs de wijding ontving tot aartsbisschop (1829) was hij ondertussen benoemd tot aartsbisschop van Besançon. Datzelfde jaar verkocht hij het familiekasteel in La Roche-Guyon, waar hij als priester vaak verbleven had. Bij de Julirevolutie van 1830 ontvluchtte hij Besançon. Hij wist dat paus Pius VIII hem tot kardinaal had gecreëerd. Daarom reisde hij via het Verenigd Koninkrijk der Nederlanden en Zwitserland naar Rome. Paus Pius VIII stierf evenwel in 1830. Rohan nam deel als kardinaal aan het conclaaf, dat in 1831 paus Gregorius XVI verkoos. Deze laatste wees hem de titelkerk van Santissima Trinità al Monte Pincio in Rome toe (1831).
In 1833 stierf Rohan onverwacht in Chenecey, nabij Besançon, ten gevolge van een zware cholera-epidemie in de streek. Hij kreeg een praalgraf in de kathedraal Saint-Jean in Besançon.
- Bibliothèque nationale de France: cb107477882 (data)
- Gemeinsame Normdatei: 130135984
- International Standard Name Identifier: 0000 0001 3985 0633
- Nederlandse Thesaurus van Auteursnamen: 120233118
- Système universitaire de documentation: 094338159
- Virtual International Authority File: 204869180
- WorldCat: E39PBJfMhjyykwwXjWPHTPDQbd